# Водоносен хоризонт
Водоносен хоризонт (на английски: aquifer) е подземно водохранилище (подпочвени води), съставено от слоеве от порести скали (обикновено твърди скали), които позволяват преминаването на вода и нейното съхранение върху запечатани скални слоеве.

## Структура на водоносния хоризонт
Подземните води не се намират в огромни подземни пещери, а се срещат в малки микроскопични пукнатини в скалите, или в подземни пластове чакъли и пясъци, наситени с вода. Твърдият скелет на скалата, в който кухините се пълнят с подпочвени води, се нарича „пореста среда“. Степента на порьозност на средата се определя съгласно относителния обем на кухините от общия обем.